# Hayme Hatun

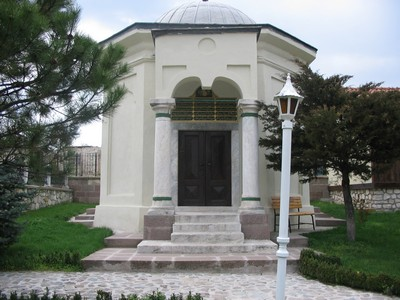
Mausoleum für Hayme Ana

Hayme Hatun (osmanisch حائمہ خاتون; geboren ?; gestorben. 1267 in Çarşamba), auch bekannt als Hayma Ana, war Ehefrau von Sulaiman Schah.

## Leben
Hayma Hatuns Geburtsjahr ist unbekannt. 1267 wurde sie in Çarşamba beerdigt, einem Dorf in der Nähe von Domaniç. Abdülhamid II. ließ 1892 ein Grab für sie bauen.

## Adaptation in Medien
In der türkischen Fernsehserie Diriliş: Ertuğrul wird Hayme Hatun von der türkischen Schauspielerin Hülya Darcan gespielt.